# Epílic (poeta)
Epílic (en llatí Epilycus, en grec antic Ἐπίλυκος) fou un poeta còmic atenenc, que podria ser el germà del poeta còmic Crates.
El menciona un antic gramàtic, tal com recull Suides (s. v. Κράτης) que el distingeix de Epílic d'Atenes, però, ni de l'un ni de l'altre no indica la seva època.